# 수심 측량

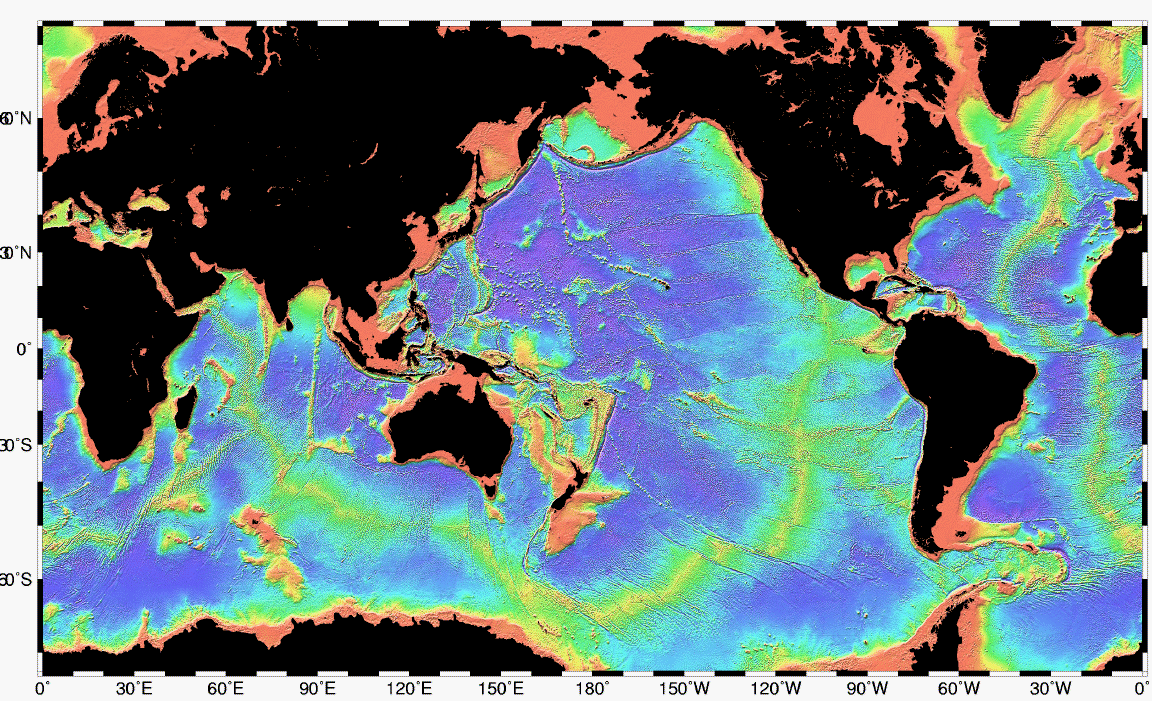
해저의 수심

수심 측량은 해저 나 호수 바닥의 수중 깊이를 연구하는 학문이다.
원래 수심 측량은 대양을 음파를 이용하여 깊이를 재는 것이었다. 초기 기술은 미리 측정된 무거운 로프 또는 케이블을 배 측면으로 낮추는 데 사용되었다. 이 기술은 한 번에 한 지점만 깊이를 측정하므로 비효율적이다. 또한 선박의 움직임과 해류의 영향을 받기 때문에 선이 사실에서 벗어나므로 정확하지 않다.
오늘날 통상적으로 음향 측심기를 이용하여 수심 측량을 한다. 파동이 물을 통과하여 이동하고 해저에서 반사되어 측심기로 돌아오는 데 걸리는 시간은 장비에 해저까지의 거리를 알려준다.